# Tomáš Kučera (1980)
Tomáš Kučera (Praga, 9 settembre 1980) è un ex calciatore ceco, di ruolo difensore.